# Estação Prajskaia
Prajskaia (em russo:  Пражская) é uma das estações da linha Serpukhovsko-Timiriasevskaia (Linha 9) do Metro de Moscovo, na Rússia. Estação «Prajskaia» está localizada entre as estações «Ulitsa Academika Ianguelia» e «Iujnaia».